# Attentats du 29 octobre 2005 à New Delhi
Le samedi 29 octobre 2005 un triple attentat fait 61 morts et 210 blessés dans des quartiers fréquentés de New Delhi. 

## Déroulement
Les explosions ont frappé samedi après-midi à intervalles rapprochés les marchés populaires de Pahar Ganj (17h40 heure locale), situé près de la gare ferroviaire, et de Sarojini Nagar, au sud de la ville. Une troisième déflagration s'est produite à bord d'un autobus dans le quartier de Govindpuri près de la zone industrielle d'Okhla (sud), selon la police.
Ces attentats ont été revendiqués par un groupe appelé Islamic Inquilab Mahaz (Front du soulèvement islamique). Ce groupe milite pour un désengagement des forces militaires indiennes au Cachemire. 